# Sancourt British Cemetery
Le cimetière « Sancourt British Cemetery » est un cimetière militaire  de la Première Guerre mondiale situé sur le territoire de la commune de Sancourt, Nord.

## Localisation
Ce cimetière est situé au nord-ouest du bourg, en pleine campagne, en suivant un petit chemin vicinal rue Maurice-Camier.

## Historique
Le village de Sancourt fut occupé par les troupes allemandes fin août 1914 après la défaite des alliés lors de la Bataille du Cateau. Le village  a été repris par le Corps canadien à la fin du mois de septembre 1918 après de violents combats. Ce cimetière a été créé en octobre et novembre 1918 pour inhumer les victimes canadiennes de ces combats .

## Caractéristique
Il y a maintenant plus de 217 victimes de la guerre de 1914-18 commémorées dans ce cimetière dont 20 ne sont pas identifiées.

### Galerie

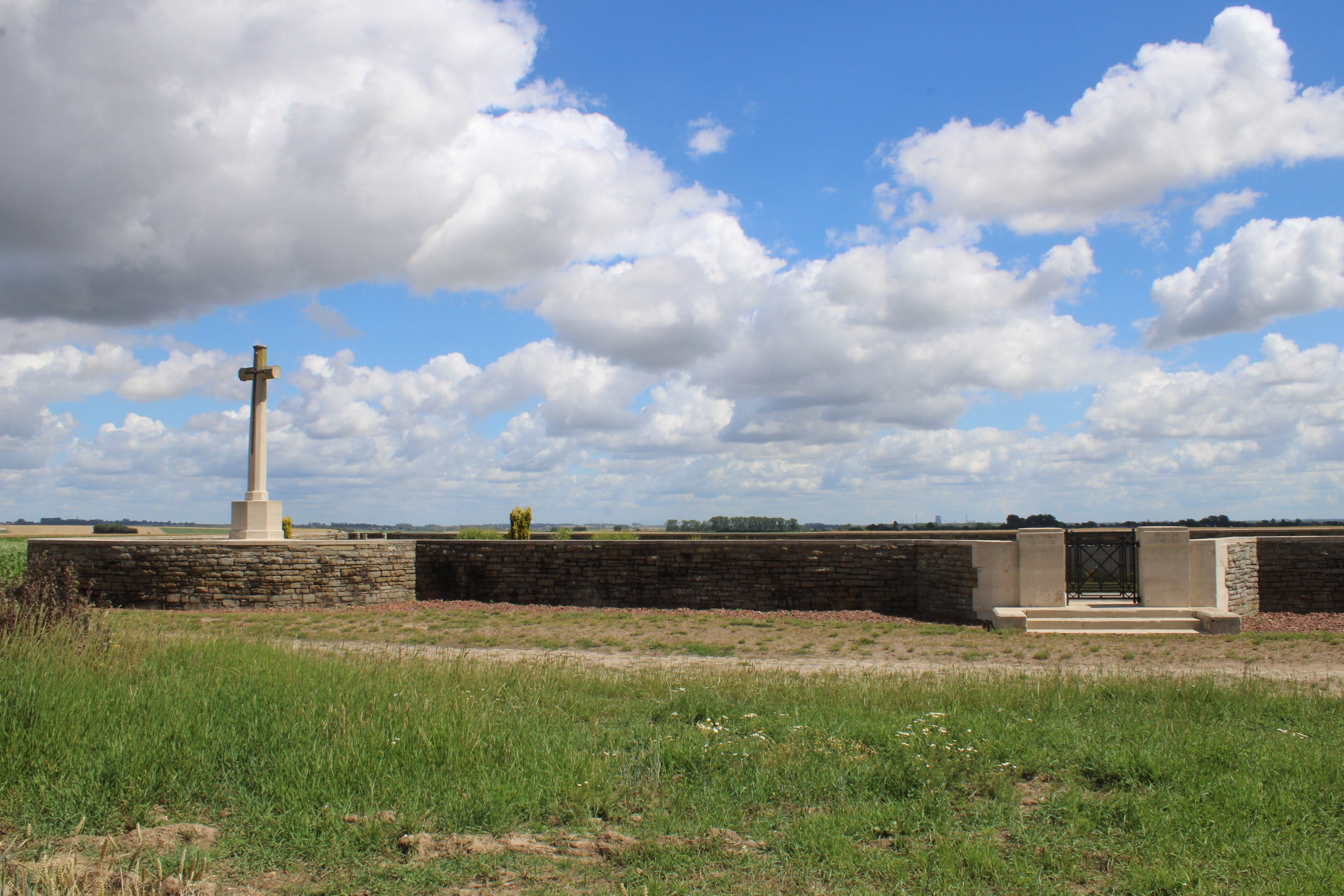
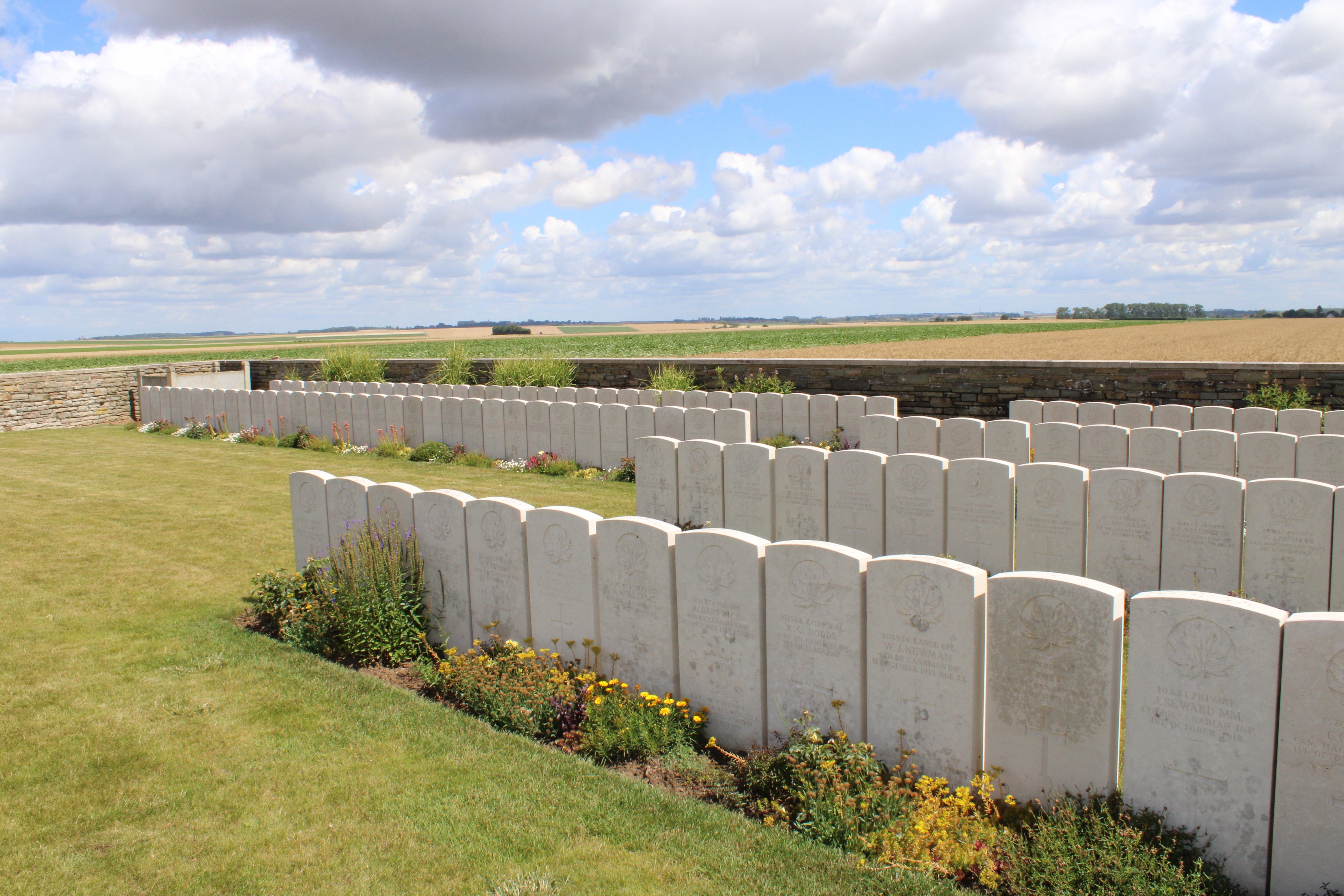
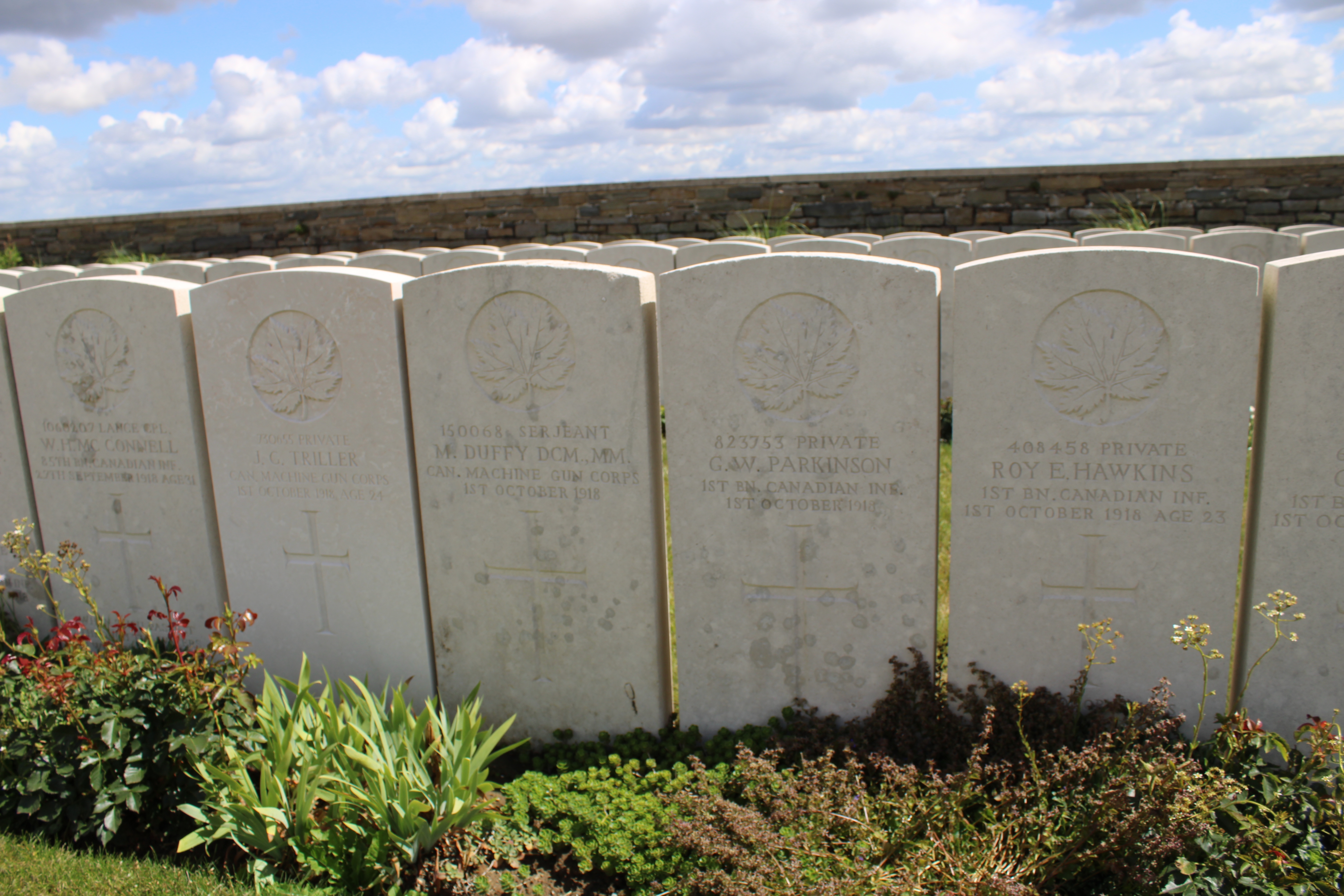
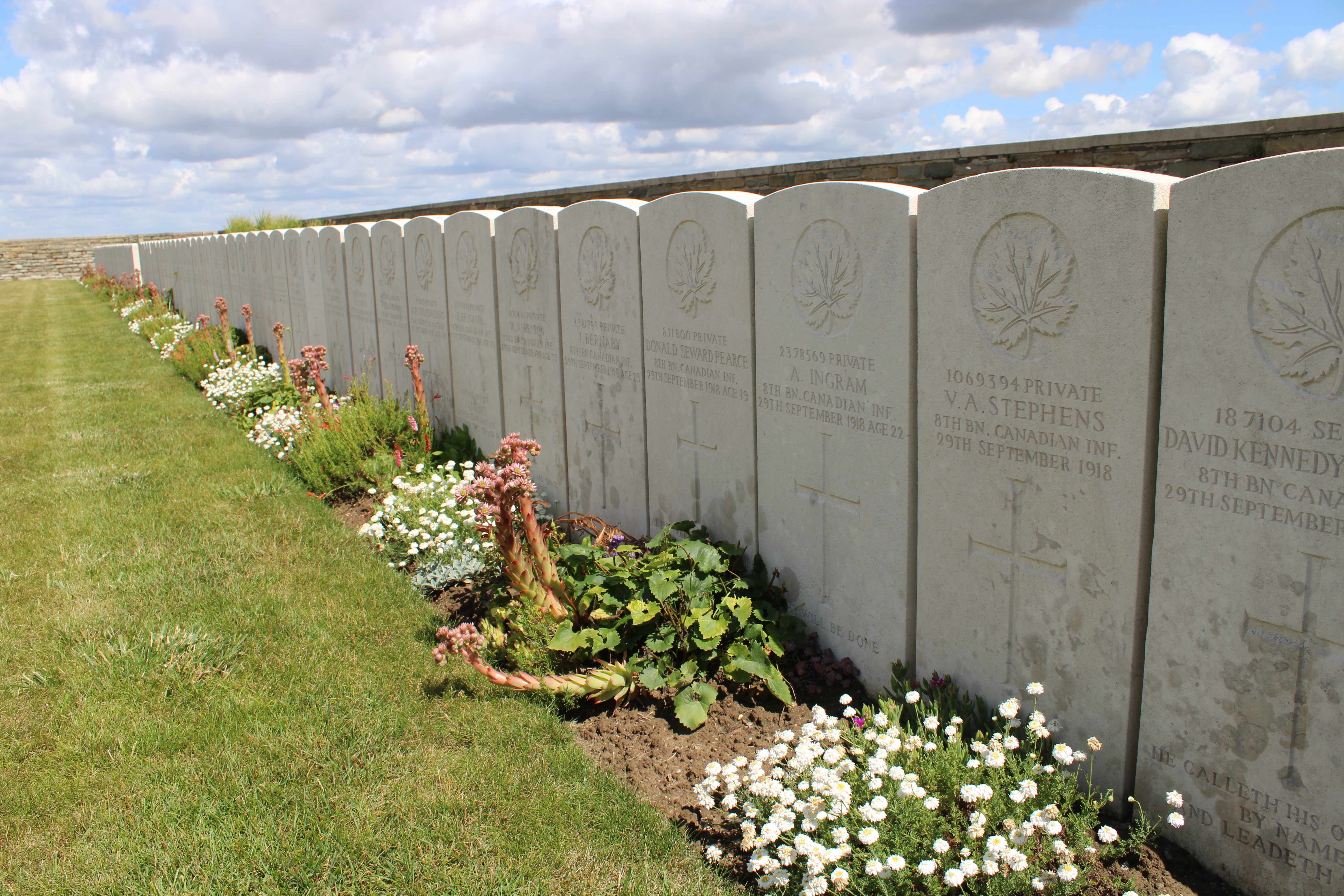
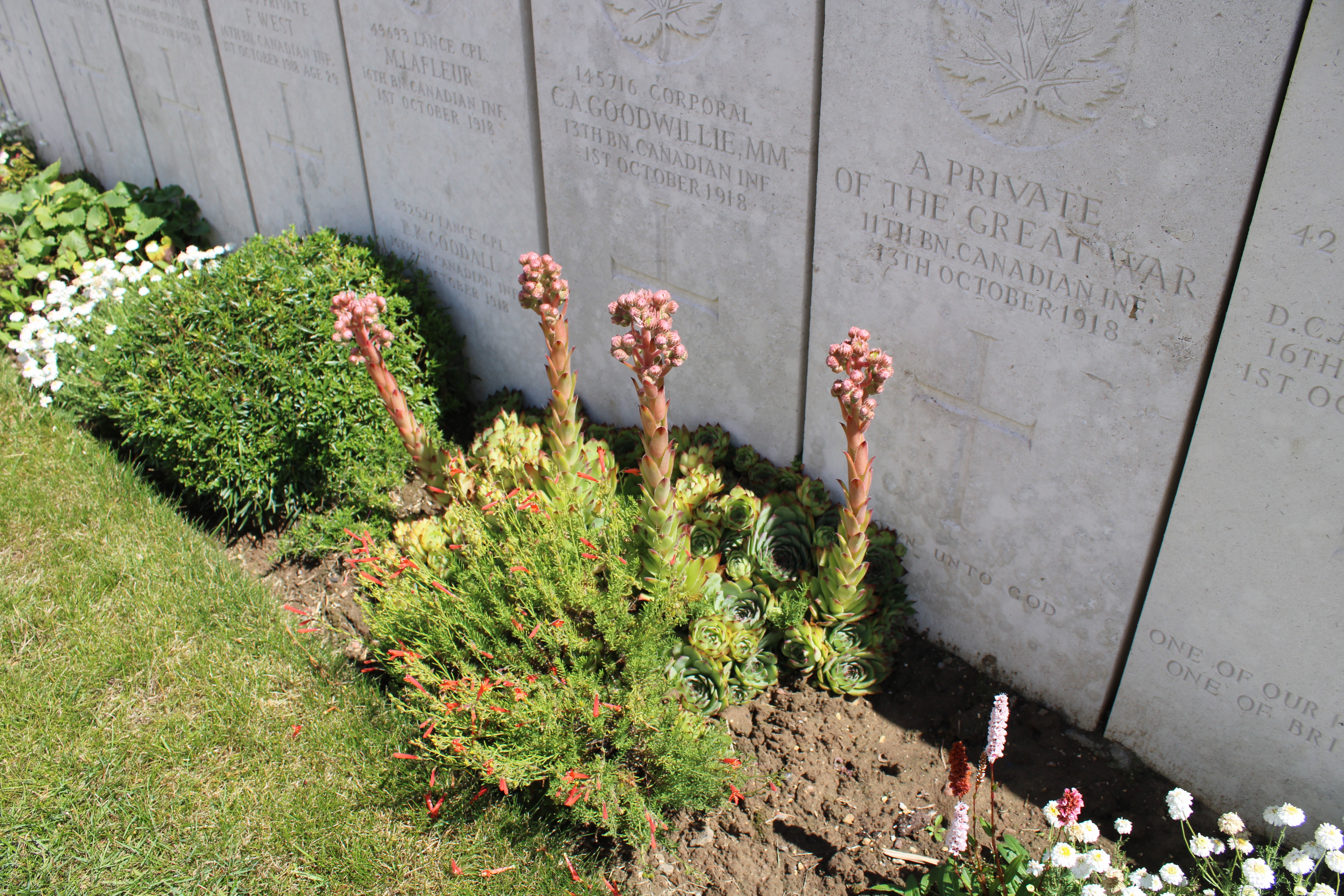

## Sépultures
| Pays        | Sépultures |
| ----------- | ---------- |
| Canada      | 211        |
| Royaume-Uni | 6          |
| Total       | 217        |

### Liens Externes
http://www.inmemories.com/Cemeteries/sancourtbrit.htm